# Teo Fabi
Teodorico Oreste Antonio Fabi, detto Teo (Milano, 9 marzo 1955), è un ex pilota automobilistico italiano.
Fratello maggiore di Corrado Fabi, anch'egli pilota automobilistico, era dotato di una guida tecnica e precisa, esaltandosi in particolare nei circuiti con curve veloci, ma aveva il suo principale limite nella gestione del duello quando si trovava in mezzo al gruppo.
Durante la sua carriera ha corso in diverse categorie. Campione italiano di Formula Super Ford 2000, ha disputato 71 Gran Premi di Formula 1, ottenendo due podi, tre pole position e un totale di 23 punti mondiali. Contemporaneamente ha gareggiato anche nel campionato americano CART, divenendo il secondo debuttante nella storia a qualificarsi in prima posizione alla 500 Miglia di Indianapolis (venendo poi costretto al ritiro per un guasto), e di cui è risultato vicecampione nel 1983. Ha poi partecipato a diverse edizioni del Campionato mondiale sport prototipi, in cui si è laureato campione del mondo alla guida della Jaguar XJR-14 nel 1991.

## Carriera

### Gli inizi
Teo Fabi nacque il 9 marzo 1955 a Milano in una famiglia benestante: i genitori gestivano una miniera di talco in Valtellina. In gioventù sviluppò la passione per le moto, che spesso si divertiva a guidare nel suo tempo libero. Nella prima metà degli anni settanta praticò lo sci alpino, disciplina in cui ottenne buoni risultati a livello giovanile; nel 1970 gareggiò ai campionati mondiali in Val Gardena rappresentando il Brasile, paese ove la famiglia Fabi aveva cospicui interessi imprenditoriali. Nel 1976 il fratello Corrado lo spinse a dedicarsi all'automobilismo; esordì, quindi, nel campionato di Formula Super 2000, che vinse nel 1977. L'anno seguente passò alla F3 europea, dove chiuse al quarto posto con tre vittorie ottenute.
Attirò quindi l'attenzione di diverse scuderie e nel 1979 la March lo assunse come pilota, permettendogli il debutto in Formula 2. Dopo un primo anno di apprendistato, nel 1980 era considerato uno dei possibili candidati alla vittoria del titolo. Dopo una prima corsa travagliata, dovuta al fatto di essere stato colpito da un sasso a un occhio che gli procurò una leggera lesione, ottenne due vittorie consecutive e avvicinò il leader del campionato Brian Henton. Una parte centrale di stagione difficile, però, fece sì che perdesse contatto con la testa della classifica e già dopo la gara nei Paesi Bassi si ritrovò, di fatto, fuori dalla lotta al titolo, non andando oltre il terzo a fine campionato. Pareva, però, imminente un suo debutto in Formula 1 alla guida di una March, ma la casa inglese assunse al suo posto Derek Daly e Fabi decise di continuare la sua carriera in America, nel Campionato CanAm. Nella serie si mise in evidenza con la vittoria di quattro gare e per essere uscito illeso da un incidente in cui si era schiantato contro gli alberi.

### Formula 1

#### L'esordio (1982)
A gennaio del 1982 la Toleman ingaggiò, grazie all'intercessione della Candy, Fabi come secondo pilota da affiancare a Derek Warwick. L'accordo prevedeva che il pilota avrebbe corso gratuitamente e con la vettura dell'anno precedente. Il milanese poté quindi esordire in Formula 1, ma durante la sua prima stagione non riuscì a ottenere alcun risultato. Alla prima gara stagionale, in Sudafrica, si rese protagonista di un episodio che non gli accattivò la simpatia dei suoi colleghi: durante lo sciopero dei piloti che protestavano contro la Federazione per le condizioni di rilascio della superlicenza lasciò l'albergo dove era rinchiuso in protesta con i colleghi per andare a trattare insieme a Jochen Mass con i dirigenti FISA. Fabi motivò il suo gesto come dovuto al fatto che, alla prima gara nella massima serie e sotto pressione dei dirigenti del suo team, temeva di bruciarsi fin da subito la carriera se avesse aderito allo sciopero e la gara non si fosse corsa.
Nel prosieguo della stagione, a causa della scarsa competitività della vettura e dei continui problemi di affidabilità, Fabi non riuscì a terminare un Gran Premio e per sette volte fallì la qualificazione. A fine campionato, anche in ragione del fatto che la Toleman necessitava di nuovi sponsor che il pilota non poteva garantire, abbandonò per un anno la massima serie automobilistica per dedicarsi alla CART americana.

#### Ritorno nella massima serie (1984)

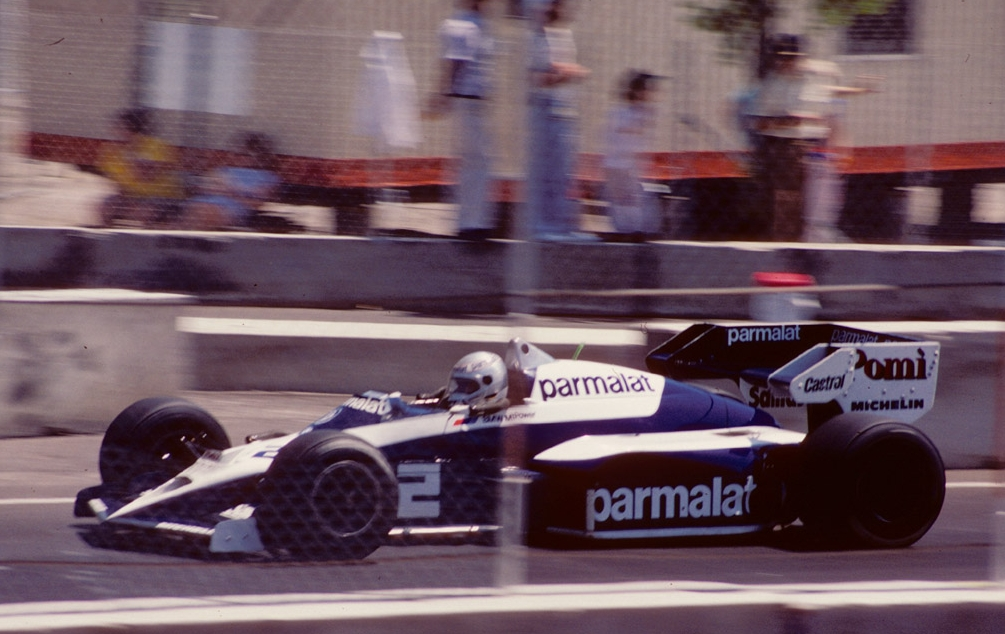
Corrado Fabi sostituisce il fratello Teo nel Gran Premio degli Stati Uniti d'America 1984

Nel 1984 ritornò in Formula 1, firmando un contratto con la Brabham. L'accordo prevedeva che Fabi continuasse a correre nelle gare americane e che, in caso di impegni concomitanti, venisse sostituito dal fratello Corrado, anch'egli pilota. Affiancato al campione del mondo uscente Nelson Piquet, il milanese soffrì il confronto con il brasiliano, anche perché non era più abituato a guidare una macchina di Formula 1 e ciò condizionò le sue performance.
All'esordio stagionale, in Brasile, fu costretto al ritiro, così come nelle successive tre gare. Al Gran Premio del Sudafrica ottenne il suo migliore risultato in qualifica con un sesto posto. L'italiano, infatti, aveva subito un guasto alla sua monoposto e Gordon Murray, progettista del team, lo fece girare su quella di Piquet, con la quale riuscì a trovarsi maggiormente a suo agio. La sua gara terminò, però, dopo appena diciotto giri. Quello dell'affidabilità fu, infatti, il problema principale durante la stagione, con otto ritiri in dodici gare disputate. La prima gara che Fabi riuscì a terminare fu in Francia, concluso al nono posto. Successivamente lasciò il posto al fratello per le due gare seguenti. Tornato in occasione del Gran Premio degli Stati Uniti-Est, durante le prove fu protagonista di un incidente con Marc Surer in cui distrusse completamente la sua vettura, pur uscendo illeso. In gara, poi, nonostante fosse partito ventitreesimo riuscì a cogliere il quarto posto, poi tramutato in terzo per la squalifica delle Tyrrell dalla competizione. Ritornò poi a punti in Austria, con un quarto posto, e nella successiva corsa nei Paesi Bassi, con una gara regolare. Questi furono i suoi ultimi punti stagionali, dopodiché venne costretto al ritiro nei restanti appuntamenti mondiali; tra questi il più importante avvenne a Monza, in cui Fabi aveva a lungo occupato la seconda piazza, quando un guasto al motore lo costrinse prima a cedere la posizione a Lauda, poi al definitivo ritiro. Chiuse dunque la stagione con nove punti ottenuti e il dodicesimo posto in classifica piloti.

#### Il ritorno alla Toleman (1985)

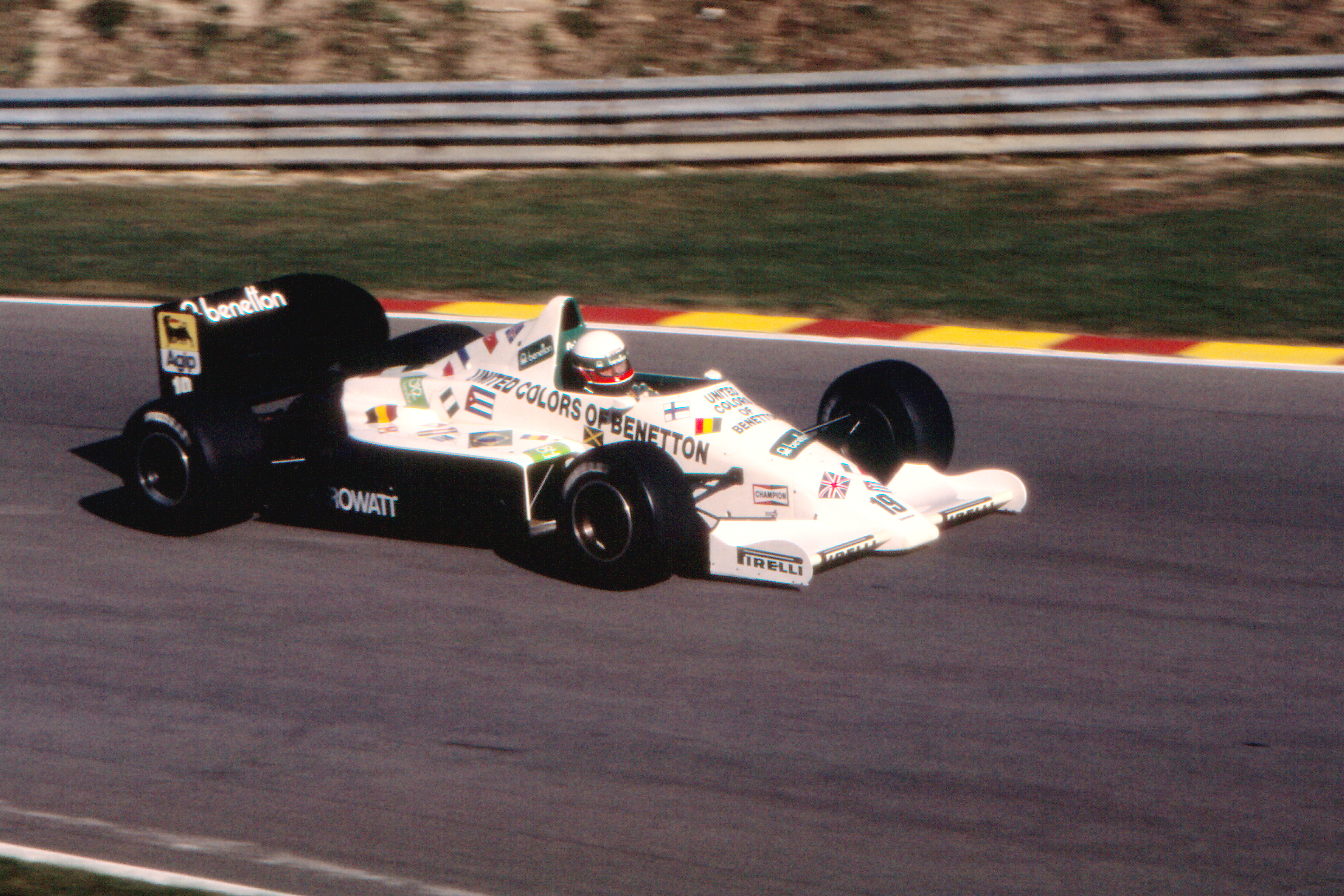
Fabi alla guida della nella stagione : con la vettura del team inglese ottenne la prima pole position in carriera.

Per il 1985, inizialmente, Fabi, che aveva anche abbandonato momentaneamente le corse americane, si ritrovò senza un volante, in quanto Bernie Ecclestone aveva deciso di sostituirlo con François Hesnault, munito di una buona dote finanziaria di sponsor, poche settimane prima dell'inizio del mondiale. Solo a maggio riuscì a trovare un accordo con la Toleman; il team inglese era rimasto inizialmente escluso dalla competizione pur avendo depositato l'iscrizione, in quanto non era riuscito a trovare nessun fornitore di pneumatici e aveva liberato i propri piloti, John Watson e Stefan Johansson. A inizio maggio il gruppo italiano Benetton, già sponsor della Toleman, acquisì l'intera proprietà della scuderia e concluse un accordo con la Pirelli per la fornitura di gomme, rilevandola dalla Spirit. Il debutto stagionale era previsto per Monaco e come pilota venne assunto, per l'appunto, Teo Fabi.
L'italiano si ritrovò a guidare una monoposto dotata di un buon telaio, ma con un motore non eccessivamente potente e alquanto fragile. La stagione fu caratterizzata, infatti, da undici ritiri su tredici corse disputate e il miglior risultato fu un dodicesimo posto al Gran Premio d'Italia. Migliori furono i risultati in prova, con Fabi che riuscì, inaspettatamente, a conquistare la sua prima pole position in carriera in Germania. Proprio in quell'occasione riuscì a marcare il nuovo record del tracciato tedesco, abbassando di oltre un secondo quello precedente appartenente a Piquet. Nelle ultime gare della stagione gli venne poi affiancato Piercarlo Ghinzani, che non riuscì mai a terminare una corsa, in quanto afflitto dai medesimi problemi di affidabilità. Chiuse quindi la stagione senza alcun punto ottenuto, ma venne confermato in squadra anche per le stagioni successive.

#### Gli anni alla Benetton (1986-1987)
1986

Fabi festeggia la pole position ottenuta per la al Gran Premio d'Italia 1986

Nel 1986 Fabi continuò, dunque, a correre per la ex Toleman, nel frattempo divenuta Benetton a seguito dell'acquisizione da parte dell'omonima famiglia trevigiana. La nuova vettura anglo-italiana venne totalmente ridisegnata e fu stretto un accordo di fornitura dei propulsori con la BMW, che favorì l'ingaggio di Gerhard Berger come secondo pilota della scuderia.
La prima gara stagionale vide il pilota italiano affrontare la corsa alla guida di una monoposto che denunciava problemi di tenuta di strada e non andò oltre il decimo posto in gara. In Spagna, invece, riuscì a cogliere i suoi unici punti dell'anno. Dopo essere partito in nona posizione, al via venne urtato da Jacques Laffite e perse l'alettone. Cominciò quindi una lunga rimonta che lo portò a cogliere la quinta piazza finale, proprio davanti al compagno di squadra. Il resto della stagione, si rivelò, invece, più travagliato, con una lunga serie di ritiri dovuti, soprattutto, all'inaffidabilità del motore.
L'italiano riuscì, comunque, a mettersi in evidenza conquistando la pole position al Gran Premio d'Austria, ripetendosi, tre settimane più tardi, anche a Monza. In entrambi i casi fu, però, costretto al ritiro. A Zeltweg, dopo essere stato superato al via dal compagno di squadra, lo seguì per oltre quindici giri e, al momento di impostare il sorpasso per riportarsi in testa, il cambio rimase bloccato in terza marcia, facendo andare su di giri il propulsore, che improvvisamente cedette. Ancora più sfortunata fu la sua prova sul tracciato brianzolo: dopo essere stato costretto a partire in ultima posizione per un guasto avvenuto alla centralina elettronica durante il giro di ricognizione, rimontò fino al quinto posto, quando un nuovo problema lo costrinse a una sosta ai box, prima di doversi ritirare definitivamente per una foratura. A ottobre, poi, venne confermato alla Benetton e, per la stagione seguente, gli fu affiancato Thierry Boutsen. Chiuse quindi la stagione quindicesimo in classifica piloti con due punti ottenuti; perse, però, il confronto con Berger, vincitore della penultima gara di campionato e ritenuto ormai un astro nascente della Formula 1, verso cui lamentava un miglior trattamento da parte della scuderia.
1987
La stagione 1987 si aprì con gli ottimi tempi fatti registrare da Fabi durante i test invernali sul circuito di Jacarepaguá: il pilota italiano si dichiarò molto soddisfatto e definì la monoposto come una delle migliori che avesse mai guidato. La vettura aveva infatti un buon telaio ma disponeva di un motore, il Ford, meno potente rispetto a quello delle scuderie di vertice, seppur più affidabile rispetto al precedente BMW. Nonostante le alte aspettative, viste le prestazioni invernali, i risultati furono inferiori alle attese. Fabi, inoltre, soffrì la rivalità con il suo nuovo compagno di squadra Boutsen, dovuta soprattutto al fatto che si aspettava da parte della scuderia una maggiore attenzione visti gli anni passati a sviluppare la vettura.
Il campionato partì con quattro ritiri nelle prime cinque gare e Fabi riuscì a cogliere un ottavo posto a Monaco, con una vettura caratterizzata da un elevato sottosterzo e da un motore non efficiente, e il giro più veloce a Imola. I primi punti stagionali arrivarono al Gran Premio di Francia con un quinto posto. Una settimana più tardi giunse sesto a Silverstone, grazie a una gara metodica, scavalcando il compagno di squadra in classifica. Solamente al Gran Premio d'Austria Fabi fu in grado di salire sul podio con un terzo posto. Egli stesso, fin dall'inizio del fine settimana, si era dichiarato ottimista sulle sue possibilità, galvanizzato anche dal fatto di correre su un tracciato a lui gradito. Dopo essersi qualificato quinto, in gara riuscì a sopravanzare il compagno di squadra e a concludere alle spalle delle due Williams, che avevano imposto alla corsa un ritmo forsennato. Il milanese avrebbe, però, potuto attaccare Nelson Piquet, giunto secondo, se non fosse stato per un errore del box Benetton durante la sua sosta. Dopo un quarto posto in Portogallo, Fabi ottenne i suoi ultimi punti in carriera in Messico, giungendo quinto. A questo punto della stagione si trovava settimo in classifica piloti, ma due ritiri nelle ultime due gare lo fecero scivolare al nono posto, subito dietro a Boutsen.
Al termine di questa stagione Fabi lasciò la Formula 1 per tornare a dedicarsi alle corse americane e il suo posto alla Benetton andò ad Alessandro Nannini.

### CART

#### Le prime due stagioni (1983-1984)
Rimasto senza un volante in Formula 1 per il 1983, l'anno stesso eseguì un test con il team Forsythe Racing, militante nel campionato automobilistico americano CART. I buoni tempi ottenuti gli fecero ottenere il posto e disputò tutte le tredici gare della stagione. A Indianapolis ottenne, al secondo appuntamento mondiale, la pole position, realizzando, tra l'altro, il nuovo record del circuito. Ancora oggi negli Stati Uniti è ricordato più per questa impresa che non per i pur ottimi risultati ottenuti in seguito Lo stesso Fabi non si rese conto subito della portata dell'impresa, perché da europeo credeva che non ci fosse una particolare differenza fra una pole a Indianapolis e una a Laguna Seca o a Phoenix. Invece le qualifiche del Memorial Day sono molto seguite dal pubblico, hanno una procedura tutta loro e all'epoca duravano circa un mese. Curiosamente Fabi quelle qualifiche rischiò seriamente di perderle: non immaginando che ci avrebbero assistito circa duecentomila spettatori, partì dall'albergo piuttosto tardi trovandosi imbottigliato nel traffico a sei chilometri dal circuito. In preda alla disperazione ebbe un colpo di fortuna: vide un poliziotto e lo pregò di aiutarlo. Sulle prime il poliziotto non credeva possibile che un pilota di formula Indy non sapesse che il giorno delle qualifiche di Indianapolis il traffico è congestionato ed era convinto che Fabi fosse il classico italiano che voleva fare il furbo. Poi però si fece persuadere e accompagnò Teo fino alla pista. Quando poi Fabi ottenne la pole, incredulo lo abbracciò continuando a fargli da scorta tutti gli anni in cui Fabi ha corso a Indy. In gara riuscì a portarsi in testa e a guidare la corsa per ventitré giri, fino a quando non fu costretto al ritiro per la rottura della valvola di rifornimento della benzina. Le sue prestazioni andarono comunque via via incrementandosi, fino alla 500 miglia di Pocono, in cui il milanese ottenne il suo primo successo nella categoria. A questo successo ne seguirono altri tre, con sette podi e sei pole position totali. In campionato, però, concluse al secondo posto, dietro ad Al Unser. Vinse comunque il titolo di Rookie of the year, dedicato al miglior debuttante della categoria.
Per il 1984 Fabi decise di correre sia nelle CART che in Formula 1. In questa stagione le sue prestazioni furono nettamente inferiori rispetto a quella precedente e l'unico acuto arrivò da un terzo posto a Portland. A metà campionato, poi, decise di concentrarsi unicamente sulla Formula 1, lasciando il suo posto a Kevin Cogan.

#### Il ritorno nella categoria (1988-1990)

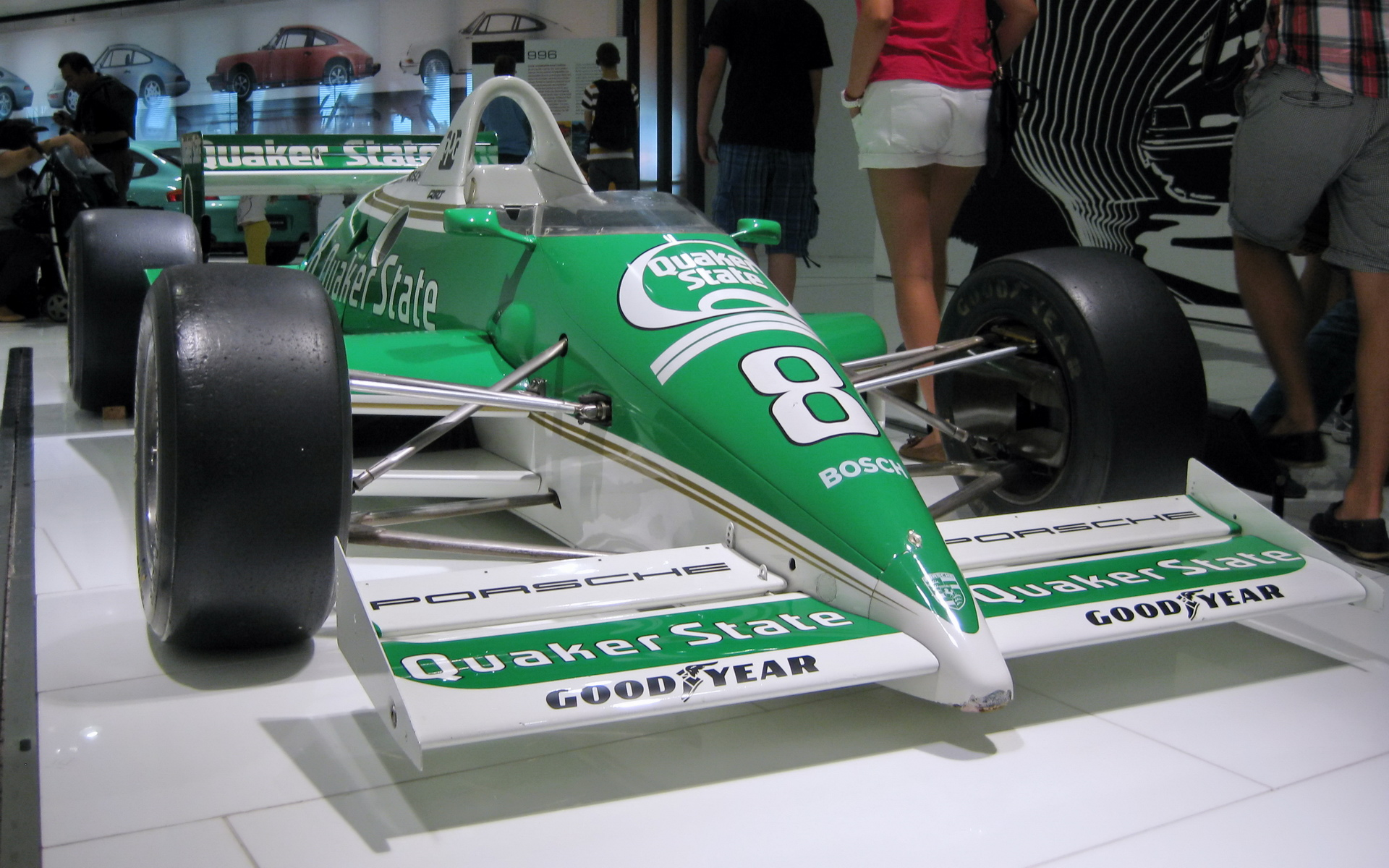
La Porsche 89P che Fabi guidò nel campionato CART 1988

Dopo aver abbandonato la categoria per alcuni anni, nel 1988 Fabi tornò a correre nelle CART. Il pilota milanese si era, infatti, accordato con la Porsche, che, dopo aver fatto il proprio esordio nelle corse americane l'anno precedente, decise di puntare su di lui per sviluppare la 89P, vettura che aveva, fino a quel momento, ottenuto risultati deludenti. La casa di Stoccarda decise, per l'inizio del campionato, di acquistare un telaio March e di utilizzare un proprio propulsore, ma i risultati tardarono ad arrivare. Nonostante gli ottimi tempi ottenuti all'esordio stagionale, che avevano portato i vertici del team ad accantonare l'idea di continuare lo sviluppo di un proprio telaio, nel prosieguo del campionato la carrozzeria della March si rivelò nettamente inferiore alle aspettative, contribuendo ad acuire la delusione degli ingegneri della Porsche che stavano studiando un telaio molto più efficace. Gli unici progressi veri e propri arrivarono, invece, dallo sviluppo del propulsore, che permise a Fabi, nella seconda parte di stagione di migliorare leggermente i propri risultati. Il pilota milanese ottenne il quarto posto a Nazareth, mentre in qualifica fu terzo di Meadowlands. A fine anno terminò al decimo posto in classifica piloti, con quarantaquattro punti ottenuti.
Per il 1989, dunque, Fabi venne confermato e la March mise a disposizione della casa tedesca quattro nuovi telai aggiornati alle ultime novità aerodinamiche. Lentamente i risultati cominciarono a migliorare e il lavoro della Porsche iniziò a dare i suoi frutti. Fabi salì sul podio a Milwaukee e ottenne la prima pole position stagionale a Portland. Successivamente riuscì sempre a classificarsi tra i primi dieci, inserendosi tra gli aspiranti alla vittoria del titolo, e a Mid-Ohio conquistò il suo primo successo dal 1983, che fu anche l'ultimo nella categoria. Dopo un podio conquistato nella gara seguente non riuscì a ottenere punti negli ultimi due appuntamenti stagionali e concluse il campionato al quarto posto.
Nel 1990, quindi, Fabi partiva tra i favoriti e la Porsche aveva in mente un telaio innovativo per la vettura da destinare ai suoi piloti, ma il progetto venne bloccato dalle altre scuderie e questo fece sì che i lavori per la nuova monoposto partissero parecchio in ritardo, condizionando così i suoi risultati e quelli del suo compagno di squadra John Andretti. Nelle prime due gare stagionali, infatti, i due piloti furono costretti a correre con la vettura dell'anno precedente con alcuni aggiornamenti aerodinamici e Fabi non andò oltre un decimo posto. Nel corso del campionato vi furono leggeri miglioramenti e il milanese salì sul podio con un terzo posto a Meadowlands e partì una volta in pole a Denver. A fine anno concluse quattordicesimo e, nonostante le offerte di tre differenti scuderie, decise di abbandonare momentaneamente la categoria per dedicarsi al campionato mondiale sportprototipi.

#### Il ritorno da campione del mondo (1992-1996)
Nel 1992 Fabi limitò fortemente la sua attività agonistica, valutando al ritiro dalle corse, e prese parte a una sola gara, alla guida della Lola-Ford del team Newman-Haas. In quell'unica corsa, a Detroit non sfigurò, grazie al terzo posto in qualifica e il sesto in gara. Quei punti gli valsero il 21º posto in campionato. A fine stagione, però, venne contattato da Jim Hall, che gli offrì un posto nella sua scuderia. Fabi accettò immediatamente l'offerta, ritardando il suo ritiro dall'automobilismo. Durante la stagione il suo miglior risultato fu un quarto posto a Long Beach, mentre alla 500 miglia di Indianapolis fu protagonista di una gara in rimonta che lo portò fino alle soglie del podio, prima di scivolare al nono posto. A fine anno concluse all'undicesimo posto e si guadagnò il rinnovo per il campionato seguente.
Anche nel 1994 corse col team di Hall, il quale ora gli affidò un nuovo telaio della Reynard, e un nuovo motore Mercedes di derivazione Ilmor. Nonostante durante l'annata non colse risultati importanti fece meglio della stagione precedente, arrivando nono in campionato e sfiorando il podio a Brooklyn, dove arrivò quarto, mentre in qualifica non andò oltre il settimo posto di Loudon e Monterey.
Quella del 1995 fu l'ultima stagione completa nel campionato americano, e la corse col suo vecchio team Forsythe. Ottenne 83 punti contro i 79 dell'anno prima, ma rimase nono in classifica generale, anche se tornò ad assaporare la gioia del podio grazie al terzo posto di Long Beach, e ottiene l'ultima pole in carriera sull'ovale di Milwaukee.
Il 1996 fu il suo ultimo anno nella categoria. Ormai quarantunenne venne assunto dal team PacWest per sostituire Mark Blundell, infortunatosi durante l'appuntamento di Rio, a Longh Beach e Nazareth. In tutte e due le occasioni partì diciannovesimo, e nella prima concluse al diciottesimo posto, mentre nella seconda al sedicesimo. Terminato questo impegno diminuì sensibilmente i suoi impegni nel mondo delle corse.

#### Partecipazioni alla Indy 500
Complessivamente il pilota milanese ha partecipato a otto edizioni della famosa corsa dell'Indiana, e la prima fu nel 1983. All'esordio
ottenne la pole position, stabilendo il nuovo record della pista, e diventando il primo pilota europeo a partire davanti a tutti. In gara, poi, riuscì a condurre la gara per circa venti giri, prima di essere costretto al ritiro al 47º passaggio. Grazie a questa prestazione venne proclamato Indy 500 rookie of the year, cioè miglior esordiente alla 500 miglia di Indianapolis di quell'anno. Nel 1984 non ripeté la prestazione dell'anno precedente e partì quattordicesimo, ma venne nuovamente costretto al ritiro, al 104º giro per problemi di alimentazione e venne classificato ventesimo.
Dopo alcuni anni di assenza dalla categoria, in cui corse solamente in Formula 1, si ripresentò nuovamente all'appuntamento di Indianapolis nel 1988 e, dopo essere partito 17º, si ritirò in seguito a un incidente ai box, venendo classificato 28º. Molto similare la sua prestazione l'anno seguente, quando riuscì a piazzarsi tredicesimo in qualifica, prima di essere costretto nuovamente al ritiro per un guasto all'impianto di accensione. Nel 1990 partì dalla 23ª piazza e fu in grado di recuperare fino al 10º posto, finché la rottura della trasmissione lo costrinse al ritiro, dovendosi accontentarsi del 18º posto finale.
Nel 1993, dopo due anni di assenza, fu autore di un buon recupero, infatti dopo essere partito 17º chiuse 9º. Nel 1994 ottenne la sua miglior performance sull'ovale, grazie al 7º posto finale, e dopo un'altra gara d'attacco, dato che partì 24º. Nel 1995 si conclusero le sue presenze in questa gara, dove terminò 8º dopo essere partito 15º.

### Sport prototipi
Nel 1991 Teo Fabi venne ingaggiato dal team TWR Silk Cut Jaguar impegnato nel Campionato mondiale sportprototipi, per pilotare la rivoluzionaria Jaguar XJR-14, progettata da Ross Brawn. Fabi sfiorò la vittoria alla seconda gara stagionale, il Trofeo Caracciolo, disputatosi a Monza, in cui giunse secondo a causa di un guasto all'impianto di avviamento che lo aveva tenuto fermo per tre giri. Due settimane dopo ottenne il suo primo e unico successo a Silverstone in coppia con Derek Warwick, ritrovandosi in testa alla classifica generale. Concluse poi terzo alla 24 Ore di Le Mans a bordo di una vecchia XJR-12, ritenuta dal suo team più affidabile. Nelle restanti gare della stagione, ad eccezione di un ritiro in Messico, giunse sempre sul podio e, a fine anno, con una gara ben amministrata colse un terzo posto all'Autopolis, vincendo il campionato piloti davanti a Warwick e contribuendo alla vittoria del campionato costruttori della Jaguar.

## Risultati completi in Formula 1
| 1982 | Scuderia | Vettura |    |    |    |    |     |     |  |  |    |     |     |    |     |     |     |    |  | Punti | Pos. |
| ---- | -------- | ------- | -- | -- | -- | -- | --- | --- |  |  | -- | --- | --- | -- | --- | --- | --- | -- |  | ----- | ---- |
| 1982 | Toleman  | TG181B  | NQ | NQ | NQ | NC | Rit | NPQ |  |  | NQ | Rit | Rit | NQ | Rit | Rit | Rit | NQ |  | 0     |      |

| 1984 | Scuderia | Vettura |     |     |     |     |   |  |  |   |  |     |     |   |   |     |     |  |  | Punti | Pos. |
| ---- | -------- | ------- | --- | --- | --- | --- | - |  |  | - |  | --- | --- | - | - | --- | --- |  |  | ----- | ---- |
| 1984 | Brabham  | BT53    | Rit | Rit | Rit | Rit | 9 |  |  | 3 |  | Rit | Rit | 4 | 5 | Rit | Rit |  |  | 9     | 12º  |

| 1985 | Scuderia | Vettura |  |  |  |     |     |     |    |     |     |     |     |    |     |     |     |     |  | Punti | Pos. |
| ---- | -------- | ------- |  |  |  | --- | --- | --- | -- | --- | --- | --- | --- | -- | --- | --- | --- | --- |  | ----- | ---- |
| 1985 | Toleman  | TG185   |  |  |  | Rit | Rit | Rit | 14 | Rit | Rit | Rit | Rit | 12 | Rit | Rit | Rit | Rit |  | 0     |      |

| 1986 | Scuderia | Vettura |    |   |     |     |   |     |     |     |     |     |     |     |     |   |     |    |  | Punti | Pos. |
| ---- | -------- | ------- | -- | - | --- | --- | - | --- | --- | --- | --- | --- | --- | --- | --- | - | --- | -- |  | ----- | ---- |
| 1986 | Benetton | B186    | 10 | 5 | Rit | Rit | 7 | Rit | Rit | Rit | Rit | Rit | Rit | Rit | Rit | 8 | Rit | 10 |  | 2     | 15º  |

| 1987 | Scuderia | Vettura |     |     |     |   |     |   |   |     |     |   |   |   |     |   |     |     |  | Punti | Pos. |
| ---- | -------- | ------- | --- | --- | --- | - | --- | - | - | --- | --- | - | - | - | --- | - | --- | --- |  | ----- | ---- |
| 1987 | Benetton | B187    | Rit | Rit | Rit | 8 | Rit | 5 | 6 | Rit | Rit | 3 | 7 | 4 | Rit | 5 | Rit | Rit |  | 12    | 9º   |

| Legenda | 1º posto     | 2º posto | 3º posto    | A punti         | Senza punti/Non class.  | Grassetto – Pole position Corsivo – Giro più veloce |
| Legenda | Squalificato | Ritirato | Non partito | Non qualificato | Solo prove/Terzo pilota | Grassetto – Pole position Corsivo – Giro più veloce |

## Vita privata
Teo Fabi è sposato e ha un figlio, Stefano, nato nel 1984 che ha tentato anch'egli la carriera di pilota automobilistico. Aveva iniziato anche gli studi di laurea in ingegneria meccanica al Politecnico di Milano, ma abbandonò in seguito gli studi senza concludere il percorso.